# 石塚理恵
石塚 理恵（いしづか りえ、1964年4月23日 - ）は、日本の女優、声優、ナレーター。静岡県出身。演劇集団 円所属。

## 来歴
多摩芸術学園演劇科卒業。
1986年、円演劇研究所入所。1989年、演劇集団 円会員昇格。

## 人物
声種はメゾソプラノ。
特技は声楽。
洋画吹き替えではドリュー・バリモアを多数担当している。

## 出演
太字はメインキャラクター。

### テレビドラマ
- 武田信玄（1988年） 於豊役
- 幕はおりたのだろうか
- 新説・三億円事件（1991年）
- anone（2018年）

### 映画
- 女がいちばん似合う職業（1990年）

### テレビアニメ
1996年
- 名探偵コナン（沢木葉子）

1999年
- 金田一少年の事件簿（社冬美）
- ∀ガンダム（運河少女B）

2000年
- 幻想魔伝 最遊記（旬麗）
- STRANGE DAWN（マニ）

2001年
- ヒカルの碁（子供の加賀、川萩中三将、タマ子先生）

2002年
- プリンセスチュチュ（えびね）
- 魔王ダンテ（メドッサ）

2003年
- R.O.D -THE TV-（読書クラブ部長）
- エアマスター（サンパギータ・カイ）

2004年
- SAMURAI 7（女芸人B）
- 鉄人28号（第4作目）（高見沢秘書）
- MONSTER（アントニン 他）

2007年
- おおきく振りかぶって（田島美輪子）
- CLAYMORE（ウンディーネ）

2008年
- Yes!プリキュア5GoGo!（ろくろ首）

2009年
- シャングリ・ラ（小夜子）

2011年
- GOSICK -ゴシック-（司書）

2018年
- ルパン三世 PART5（ミラージュ母）

2020年
- 映像研には手を出すな!（浅草の母）

### 劇場アニメ
- ガンドレス（1999年、アリサ・タカクラ）
- 鉄人28号 白昼の残月（2007年、高見沢）

### OVA
- MEZZO FORTE（2000年、桃井 桃実）
- SUPERNATURAL: THE ANIMATION（2011年、ミラー夫人）

### ゲーム
- ぼくのなつやすみ2 海の冒険篇（2002年、凪咲）
- ぼくらのかぞく（2005年、プー〈16歳以降〉）
- 鉄人28号（2004年、高見沢）

### 吹き替え

#### 担当女優
キム・テヒ
- チャン・オクチョン（チャン・オクチョン）
- 天国の階段（ハン・ユリ）
- レストレス 〜中天〜（ソファ / ヨナ）

キャサリン・ハイグル
- 男と女の不都合な真実（アビー・リッチャー）
- かぞくはじめました（ホリー・ベレンソン）
- キス&キル（ジェン・コーンフェルド）
- グレイズ・アナトミー 恋の解剖学（イジー・スティーブンス）
- SUITS/スーツ（サマンサ・ウィーラー）
- 無ケーカクの命中男/ノックトアップ（アリソン・スコット）

スー・チー
- グレート・アドベンチャー（レッド）
- ゴージャス（プウ）※ポニーキャニオン版
- ソウルウェディング〜花嫁はギャングスター3〜（ラム・アレン）
- 特攻!BAD BOYS（クワン・チン / イレブン / シャドウ）
- ブラッド・ブラザーズ 〜天堂口〜（ルル）
- ロスト・レジェンド 失われた棺の謎（シャーリー・ヤン）

ドリュー・バリモア
- 遠距離恋愛 彼女の決断（エリン）
- おまけつき新婚生活（ナンシー・ケンドリックス）
- コンフェッション（ペニー・パチーノ）
- サンキュー、ボーイズ（ビバリー・ドノフリオ）
- サンタクラリータ・ダイエット（シーラ・ハモンド）
- そんな彼なら捨てちゃえば?（メアリー・ハリス）
- だれもがクジラを愛してる。（レイチェル）
- チャーリーズ・エンジェル（ディラン・サンダース）※テレビ朝日版
- チャーリーズ・エンジェル フルスロットル（ディラン・サンダース）※テレビ朝日版
- ドニー・ダーコ（カレン・ポメロイ）
- マイ・ベスト・フレンド（ジェス）
- ラブソングができるまで（ソフィー・フィッシャー）

メリッサ・ジョーン・ハート
- ザ・ハリケーン（スーザン）
- サブリナ（サブリナ・スペルマン）
- ニコルに夢中（ニコル・マリス）
- フェイク・フィアンセ（ジェニファー）
- メル&ジョー 好きなのはあなたでしょ?（メル・バーク）

レイチェル・ワイズ
- ハムナプトラ/失われた砂漠の都（エヴリン・カナハン）※ソフト版
- ハムナプトラ2/黄金のピラミッド（エヴリン・オコーネル）※ソフト版、テレビ朝日版
- マイ・ブルーベリー・ナイツ（スー・リン）

#### 映画（吹き替え）
- 青い夢の女（エレーヌ・メイヤー）
- あのころ僕らは（エイミー〈アンバー・ベンソン〉）
- アメリカン・パイシリーズ（ヴィッキー・レイサム〈タラ・リード〉）
  - アメリカン・パイ
  - アメリカン・サマー・ストーリー
  - アメリカン・パイパイパイ!完結編 俺たちの同騒会
- アルマゲドン（グレース・スタンパー〈リヴ・タイラー〉）※フジテレビ版
- 愛しのローズマリー（ジル〈スーザン・ウォード〉）
- 犬ヶ島（科学者助手オノ・ヨーコ〈オノ・ヨーコ〉[7]）
- インソムニア（タニヤ・フランケ〈キャサリン・イザベル〉）※テレビ朝日版
- ヴァン・ヘルシング（アリーラ〈エレナ・アナヤ〉）※ソフト版
- ウィジャ ビギニング 〜呪い襲い殺す〜（アリス・ザンダー〈エリザベス・リーサー〉）
- ウォーターボーイ（ヴィッキー・ヴァレンコート〈フェアルザ・バルク〉）
- X-MEN2（マデリーン・ドレイク〈ジル・ティード〉）※テレビ朝日版
- X-MEN:ファイナル ディシジョン（カリスト〈ダニア・ラミレス〉）※テレビ朝日版
- エネミー・オブ・アメリカ（レイチェル・バンクス〈リサ・ボネット〉）※フジテレビ版
- エントランス（キャシー〈メリッサ・サージミラー〉）
- 華麗なるギャツビー（デイジー・ブキャナン〈ミア・ファロー〉）※ソフト版
- 奇蹟の輝き
- きっと、うまくいく（モナ〈モナ・シン〉）
- キラー・バグズ（エレン）
- キンキーブーツ（ニック〈ジェミマ・ルーパー〉）
- クールボーダー（アンナ）
- 黒武者（サラ〈エイプリル・テレク〉）
- ケース39（エミリー・ジェンキンス〈レネー・ゼルウィガー〉）
- 夏至（スオン〈グエン・ニュー・クイン〉）
- go（クレア・モンゴメリー〈ケイティ・ホームズ〉）
- ゴーストバスターズ（ジェニファー・リンチ〈セシリー・ストロング〉）
- ゴーン・ベイビー・ゴーン（アンジー・ジェナーロ〈ミシェル・モナハン〉）
- 恋する40DAYS（エリカ・サットン〈シャニン・ソサモン〉）
- 恋のからさわぎ（ビアンカ・ストラットフォード〈ラリサ・オレイニク〉）
- 恋人はゴースト（アビー〈ディナ・ウォーターズ〉）
- コヨーテ・アグリー（キャミー〈イザベラ・マイコ〉）
- コンフェッティ 仰天!結婚コンテスト（サム〈ジェシカ・ハインズ〉）
- 最後の恋のはじめ方（ケイシー〈ジュリー・アン・エメリー〉）
- ザ・グリード（レイラ〈ウナ・デーモン〉）※テレビ朝日版
- シークレット/嵐の夜に（キャロライン・クック〈ジェニファー・ジェイソン・リー〉）
- 幸せのちから（リンダ〈タンディ・ニュートン〉）※ソフト版
- JSA（ソフィー・E・ジャン〈イ・ヨンエ〉）※日本テレビ版
- 6デイズ/7ナイツ（ロビン・モンロー〈アン・ヘッシュ〉）※日本テレビ版
- シビル・ガン/楽園をください（スー・リー・シェリー〈ジュエル〉）
- ジュマンジ（ベンジャミン）※VHS・旧盤DVD版
- ジュマンジ/ウェルカム・トゥ・ジャングル（ウェブ先生〈ミッシー・パイル〉[8]）
- SWEET SIXTEEN（シャンテル〈アンマリー・フルトン〉）
- スカーフェイス（エルヴィラ・ハンコック〈ミシェル・ファイファー〉）※ソフト版
- スキャナー・ダークリー（ドナ・ホーソーン〈ウィノナ・ライダー〉）
- スクリーム・チーム/ぼくらの幽霊退治（クレア・カーライル〈カット・デニングス〉）
- スター・ウォーズ エピソード4/新たなる希望（レイア・オーガナ〈キャリー・フィッシャー〉）※日本テレビ3版
- スパイダーズ（マーシー・エア〈ラナ・パリラ〉）※テレビ朝日版
- スプリング・ガーデンの恋人（マンディ〈ヘザー・グラハム〉）
- すべての美しい馬（アレハンドラ・ヴィアレアル〈ペネロペ・クルス〉）
- スリーピング・ディクショナリー（セリマ〈ジェシカ・アルバ〉）
- スリング・ブレイド（マーシャ・ドゥギンズ）
- スローター/死霊の生贄（デイナ）
- セイブ・ザ・ラストダンス（シェニール・レイノルズ〈ケリー・ワシントン〉）
- 戦争と平和（マリア・ボロンスカヤ）※ソフト版
- ソニック・ザ・ムービー（ロングクロー[9]）
  - ソニック・ザ・ムービー/ソニック VS ナックルズ[10]
- ダークシティ（エマ・マードック〈ジェニファー・コネリー〉）
- ターミナル（ドロレス・トーレス〈ゾーイ・サルダナ〉）※ソフト版
- タキシード（デル・ブレイン〈ジェニファー・ラブ・ヒューイット〉）
- 007シリーズ
  - 女王陛下の007（テレサ〈ダイアナ・リグ〉）※ソフト版
  - 007/ダイ・アナザー・デイ（ミランダ〈ロザムンド・パイク〉[11]）※テレビ朝日版
- チアーズ!（トーランス・シップマン〈キルスティン・ダンスト〉）
- チェリー2000
- チャーリーとチョコレート工場（ボーレガード夫人〈ミッシー・パイル〉）※ソフト版
- D.N.A./ドクター・モローの島（アイッサ〈フェアルザ・バルク〉）※テレビ朝日版
- デイブは宇宙船（No.3〈ガブリエル・ユニオン〉）
- デス・トンネル（トーリ）
- デビルズ・ノット（パム・ホッブス〈リース・ウィザースプーン〉）
- 捕らわれた唇（カタ）
- ドルフ・ラングレン in レッド・リベンジャー（ナターリャ）
- ナイト&デイ（ジューン・ヘイヴンス〈キャメロン・ディアス〉）※テレビ朝日版
- 夏物語（エレナ）
- ナニー・マクフィーと空飛ぶ子ブタ（イザベル・グリーン〈マギー・ジレンホール〉）
- 2012（スーザン・リード）
- N.Y.式ハッピー・セラピー（リンダ〈マリサ・トメイ〉）
- ニューヨークの恋人（ケイト・マッケイ〈メグ・ライアン〉）※ソフト版
- ネゴシエーター（ロニー・テイト〈カルメン・イジョゴ〉）※テレビ朝日版
- バーティカル・リミット（アニー・ギャレット〈ロビン・タニー〉）※テレビ朝日版
- パール・ハーバー（ベティ〈ジェイミー・キング〉）※ソフト版
- 陪審員 ※ソフト版
- パッチ・アダムス トゥルー・ストーリー（アデレーン）
- BATS 蝙蝠地獄（シーラ・キャスパー〈ディナ・メイヤー〉）
- バタリアン5（ジェニー〈ジェニー・モレン〉）
- バットマン & ロビン Mr.フリーズの逆襲（バーバラ・ウィルソン / バットガール〈アリシア・シルヴァーストーン〉）※テレビ朝日版
- パディントン2（ブラウン夫人〈サリー・ホーキンス〉[12]）
- パディントン 消えた黄金郷の秘密（ブラウン夫人〈エミリー・モーティマー〉[13]）
- バブル・ボーイ（クロエ〈マーリー・シェルトン〉）
- 春が来れば（ヨニ〈キム・ホンジョン〉）
- バンガー・シスターズ（ハンナ〈エリカ・クリステンセン〉）※ソフト版
- 判決前夜/ビフォア・アンド・アフター
- ビッグ・トラブル（ニーナ〈ソフィア・ベルガラ〉）
- フィービー・ケイツの 私の彼は問題児（エリザベス〈フィービー・ケイツ〉）※DVD版
- フェアリー・ゴッドマザー（妖精エレノア〈ジリアン・ベル〉[14]）
- ブラッド（イヴ〈カーラ・グギノ〉）
- ブレス・ザ・チャイルド（チェリ・ポスト〈クリスティーナ・リッチ〉）
- フレンチなしあわせのみつけ方（ガブリエル〈シャルロット・ゲンズブール〉）
- ブロークン・アロー（テリー・カーマイケル〈サマンサ・マシス〉）※日本テレビ版
- ブロンド・ライフ（レイニー・ケリガン〈アンジェリーナ・ジョリー〉）
- ベーゼ・モア（マニュ〈ラファフェイラ・アンダーソン〉）
- ペイチェック 消された記憶（マヤ〈イワナ・ミルセヴィッチ〉）※テレビ朝日版
- ボーイズ・ドント・クライ（ラナ〈クロエ・セヴィニー〉）
- ボーン・コレクター（アメリア・ドナヒー〈アンジェリーナ・ジョリー〉）※テレビ朝日版
- 僕の妻はシャルロット・ゲンズブール（シャルロット〈シャルロット・ゲンズブール〉）
- ボディ・ショット（サラ〈タラ・リード〉）
- マスク・オブ・ゾロ（エレナ・モンテロ〈キャサリン・ゼタ＝ジョーンズ〉）※日本テレビ版
- 真夏の夜の夢（ヘレナ〈キャリスタ・フロックハート〉）
- 迷い婚 -全ての迷える女性たちへ-（サラ・ハッティンジャー〈ジェニファー・アニストン〉）
- マンティコアvsU.S.A.（キンクス・キーツ〈ヘザー・ドナヒュー〉）
- ミート・ザ・ジェンキンズ（ビアンカ〈ジョイ・ブライアント〉）
- ミッション:インポッシブル2（ナイア・ホール〈タンディ・ニュートン〉）※ソフト版
- ミッションブルー/武装金融地帯（テッサ〈クリスティ・スワンソン〉）
- みなさん、さようなら（ガエル〈マリナ・ハンズ〉）
- 息子の部屋（イレーネ〈ジャスミン・トリンカ〉）
- MAY -メイ（メイ・ケネディ）
- メガ・パイソン（ヘンリー大尉）
- メタル・トランスフォーム（アマンダ）
- モンスーン・ウェディング（アディティ・ヴァルマー〈ヴァスンダラー・ダース〉）
- ラスト・アクション・ヒーロー（ホイットニー・スレイター〈ブリジット・ウィルソン＝サンプラス〉）※テレビ朝日版
- ラッキー・ナンバー（ウェンディ・フォーセット〈マリア・バンフォード〉）
- リーサルドーズ（ルイーズ〈メラニー・ブラウン〉）
- リトル・ランナー（アリス看護婦〈ジェニファー・ティリー〉）
- リトル・ランボーズ（メアリー・プラウドフット〈ジェシカ・ハインズ〉）
- ルール（トッシュ・ガーネリ〈ダニエル・ハリス〉）
- レジェンド・オブ・フォール/果てしなき想い（スザンナ・ラドロー〈ジュリア・オーモンド〉）※DVD・BD版
- レストラン（ジャニーン）
- ロッキー&ブルウィンクル（カレン〈パイパー・ペラーボ〉）
- 悪いことしましョ!（アリソン・ガードナー / ニコール・デラロッソ〈フランセス・オコナー〉）※ソフト版

#### ドラマ
- アガサ・クリスティー 検察側の証人（ジェネット・マッキンタイアー〈モニカ・ドーラン〉[15]）
- アガサ・クリスティー ミス・マープル
  - バートラム・ホテルにて（ジェーン・クーパー〈マルティン・マカッチョン〉）
  - 青いゼラニウム（ヘスター・マイルウォーター）
- あすなろ白書（園田はるみ〈グロリア・イップ〉）
- インディ・ジョーンズ/若き日の大冒険（リリー〈ジェイン・アッシュボーン〉）
- ウェイストランド〜NY若者のすべて（ドーニー）
- ウルフ教授の科学捜査ファイル（ドット〈アマンダ・アビントン〉[16]）
- NCIS: ニューオーリンズ
  - シーズン1 #2（キャロル・ウィルソン〈メレディス・イートン〉）
  - シーズン2 #19（キャロライン・ハーディ）
- 奥さまは首相 〜ミセス・プリチャードの挑戦〜（メグ）
- 宮廷女官チャングムの誓い（ユン・ヨンノ〈イ・イプセ〉）
- 救命医ハンク セレブ診療ファイル（ゾーイ）
- 恐竜SFドラマ プライミーバル 第3章（サラ・ペイジ〈ライラ・ロス〉）
- ケース・センシティブ 静かなる殺人（サリー・ソーン）
- 恋するハリウッド日記 〜ジジは幸せアン・ハッピー〜（ジジ〈ブリジット・バーコ〉）
- 最高の愛〜恋はドゥグンドゥグン〜（ク・エジョン〈コン・ヒョジン〉）
- サバヨミ大作戦!（マギー〈デビ・メイザー〉[17]）
- ザ・ホワイトハウス
  - シーズン1（マンディー・ハンプトン）
  - シーズン2-（エリー・バートレット〈ニーナ・シーマツコ〉）
- ザ・リターン（ジュリー・ハン〈サンドリーヌ・ホルト〉）
- SHERLOCK3（メアリー・ワトスン〈アマンダ・アビントン〉）
- SHERLOCK/シャーロック 忌まわしき花嫁（メアリー・ワトスン〈アマンダ・アビントン〉）
- 恕の人 -孔子伝-（孔子の妻）
- 新チャーリーズ・エンジェル（アマンダ〈ターニャ・トッティ〉）
- スターゲイト アトランティス（テイラ・エマガン〈レイチェル・ラトラル〉）
- スタートレック:ディープ・スペース・ナイン（エズリ・ダックス〈ニコール・デ・ボア〉）
- スタートレック:ヴォイジャー（サマンサ・ワイルドマン〈ナンシー・ハウアー〉）
- 砂の妖精（マーサ）
- スハウエンダム 〜12の疑惑〜（ウィレマイン・ドロスト〈フォクリン・アウウェルケルク〉[18]）
- ゾウズ・フー・キル2 殺意の深層（イェレナ）
- TOUCH/タッチ（ヤラ）
- TAKEN（リサ・クラーク〈エミリー・バーグル〉）
- デスパレートな妻たち5（ライラ・ダッシュ）
- デスパレートな妻たち7（カルメン・サンチェス）
- デッド・ゾーン（サラ・バナーマン〈ニコール・デ・ボア〉）
- ドールハウス Dollhouse
- ナース・ジャッキー2（スージー）
- ニュースルーム（マッケンジー・マクヘール〈エミリー・モーティマー〉）
- バーン・ノーティス 元スパイの逆襲（イヴリン〈ルーシー・ローレス〉、ニッキー）
- バフィー 〜恋する十字架〜（エイミー・マディソン）
- HEROES/ヒーローズ ファイナル・シーズン（ローレン・ギルモア〈エリザベス・ローム〉）
- 秘密情報部トーチウッド（グウェン・クーパー〈イヴ・マイルズ〉）
- FARGO/ファーゴ2（ペギー・ブロムキスト〈キルスティン・ダンスト〉）
- ふたりは最高!ダーマ&グレッグ シーズン4 #18（アンバー）
- 冬のソナタ（イ・ジョンア〈パク・ヒョンスク〉）
- フラーハウス（ジア〈マーラ・ソコロフ〉）
- THE BLACKLIST/ブラックリスト（ミーラ・マリク〈パーミンダ・ナーグラ〉）
- フランク、アイルランドのダメ男。（メアリー〈ポム・ボイド〉[19]）
- ブルーブラッド 〜NYPD家族の絆〜（ジャッキー・クラトーラ〈ジェニファー・エスポジート〉）
- ブルック・シールズのハロー!スーザン（スーザン・キーン・ブラウン〈ブルック・シールズ〉）
- ブレイド ブラッド・オブ・カソン（チェイス）
- ヘラクレス 選ばれし勇者の伝説（メガラ）
- ホテル・バビロン（ニーナ）
- ホワイトカラー（ジーナ・デステファノ）
- ミルドレッドの魔女学校（ジュリー・ハブル）※NHK版
- THE MENTALIST メンタリストの捜査ファイル（マデリーン・ハイタワー〈アーンジャニュー・エリス〉）
- モデル・エージェンシー〜女たちの闘い（セーラ）
- リゾーリ&アイルズ2（セージ）
- LAW & ORDER:LA（トルーディ・セネット〈ショウニー・スミス〉）
- ロビンソン一家漂流記（エミリー）

#### アニメ
- アイス・エイジ

### CM
- 花王 ビオレ（ナレーション）
- ヤナセ メルセデス・ベンツ（ナレーション）

### 舞台
- 海外戯曲リーディング
- 県人会寮榎荘物語
- 幸福を計る協会
- 湖上
- ムーン・チルドレン
- メアリ・スチュワート
- めいっぱいに夢いっぱい
- モービィディック